# Maximilian Wolfram
Maximilian Wolfram (* 21. Februar 1997 in Zwickau) ist ein deutscher Fußballspieler des TSV 1860 München.

## Karriere
Wolfram spielte in der Jugend für den FSV Zwickau und wechselte als 14-Jähriger ins Talentezentrum zum FC Carl Zeiss Jena, bei dem er auch seine ersten Einsätze im Erwachsenenfußball in der Regionalliga Nordost hatte. Mit Jena konnte er zur Saison 2017/18 in die 3. Liga aufsteigen und hatte am 22. Juli 2017 im Spiel gegen den SV Wehen Wiesbaden seinen ersten Einsatz im Profifußball. Insgesamt war er in seiner ersten Drittligasaison in 30 Spielen für die Thüringer im Einsatz und erzielt dabei 6 Tore. Nach dem Spiel gegen die 2. Mannschaft des SV Werder Bremen am 35. Spieltag, wurde Wolfram vom Kicker in die Elf des Spieltages  der Liga gewählt. Zum Saisonende konnte er noch mit seinem Verein den Thüringer Landespokal und damit die Teilnahme am DFB-Pokal für die Saison 2018/19 gewinnen, wobei er im Endspiel gegen die BSG Wismut Gera zwei Tore beim 5:0-Sieg erzielte.
In der Drittligasaison 2018/19 konnte Wolfram in 31 Spielen für Carl-Zeiss acht Tore erzielen. Dabei gilt er insbesondere als einer der wichtigsten Spieler der Mannschaft im Abstiegskampf. Nachdem der Verein 7 Spieltage vor Saisonende noch 8 Punkte hinter einem Nichtabstiegsplatz gelegen war, konnte man mit 6 Siegen in den verbleibenden Spielen doch noch die Spielklasse halten. Wolfram erzielte in diesen fünf Tore, wurde sowohl am 32. Spieltag im Spiel gegen Energie Cottbus als auch nach dem folgenden Spieltag gegen Hansa Rostock jeweils vom Kicker in die Elf des Spieltages der 3. Liga gewählt. Am vorletzten Spieltag erzielte er das spielentscheidende Tor gegen den SV Meppen und war am 4:0-Erfolg des letzten Spieltages gegen die Münchner Löwen mit zwei Treffern beteiligt. Daraufhin wurde Wolfram zum Spieler des Spieltages in der 3. Liga gewählt und eines seiner Tore im Entscheidungsspiel für das Tor des Monats Mai 2019 nominiert.
Nach über 100 Ligaspielen für den FCC unterschrieb der Mittelfeldspieler zur Drittligasaison 2019/20 einen bis Juni 2022 gültigen Vertrag beim Zweitliga-Absteiger FC Ingolstadt 04. Kurz nach seinem Weggang aus Jena wurde er im Juli 2019 von den Jenaer Fans und den Lesern der Ostthüringer Zeitung zum Spieler der Saison 2018/19 des FC Carl Zeiss Jena gewählt. Im September 2020 gab der FSV Zwickau die Ausleihe Wolframs für die Saison 2020/21 bekannt. Ende Juli 2021 löste Wolfram seinen Vertrag in Ingolstadt auf und wechselte zurück zum FC Carl Zeiss Jena, wo einen Vertrag bis Sommer 2022 unterschrieb. Dort erzielte er in 30 Ligaspielen dreizehn Treffer, gewann erneut den Thüringenpokal und wechselte dann weiter zum Drittligisten SC Verl. Maximilian Wolfram wechselt zum 1. Juli 2024 ablösefrei vom SC Verl zum TSV 1860 München.

## Erfolge
- Thüringenpokalsieger: 2016, 2018, 2022